# Pasterska korona
Pasterska korona (ang. The Shepherd's Crown) – 41. i zarazem ostatnia napisana przed śmiercią powieść Terry'ego Pratchetta z serii Świat Dysku. Książka jest piątą częścią przygód Tiffany Obolałej. Powieść w polskim tłumaczeniu Piotra W. Cholewy ukazała się 17 maja 2016 roku nakładem wydawnictwa Prószyński i S-ka.